# うんぱい
うんぱい（unpai、8月1日 - ）は、日本のAV女優、ライバー、インフルエンサー、TikToker、グラビアアイドル。

## 来歴
4歳からピアノを習っており、大学は音楽大学（洗足学園音楽大学ピアノコース・クラシックピアノ専攻）であった。
18歳でスカウトされ活動するも、事務所（後述の各芸能事務所とは別企業）に300万から400万円の金を騙し取られ、芸能人になる夢をあきらめる。
友人の紹介で暇な時間を配信に当て、17ライバーとして活動していたところライバーランキング世界最高2位を記録（当時は伊藤彩名義）。このことでインフルエンサーが向いていると気付いたという。2018年にはミスiD2019ファイナリストとなる。
2019年にグラビアアイドルデビュー。Hカップの巨乳を武器に2021年1月19日にはイメージビデオ『うんぱいしか勝たん!』（リバプール）を発売する。
2021年12月にTikTokフォロワーが340万人を突破。
2022年1月25日、同年2月に「うんぱい」名義でAV女優としてデビューすることを発表。以降、AV関連の仕事はマインズ所属となる。デビュー作『うんぱい』は同年におけるS1 NO.1 STYLE（エスワン）最大のヒット作となった。
同年2月8日発売の光文社『FLASH』にてセミヌードグラビアを披露。22日発売の同誌でフルヌードグラビアが掲載されることも告知された。
さらに同年翌月には、S1 NO.1 STYLE（エスワン）と大型契約を交わし、3月18日に同メーカーの専属女優としてAV第二弾の配信が決定。
AVデビュー作は1月24日週、FANZA動画フロア週間AVランキング1位を記録。2022年12月、アサヒ芸能発表「2022AV年間セールスランキング」でデビュー作が10位にランクイン。
2023年5月6日、埼玉県・しらこばと水上公園で開催されたプール撮影会『＃フレッシュフェス2023撮影会』に撮影モデルとして参加。
同年6月18日、埼玉県・大門上池調節池広場で行われたカスタムカーイベント「NS ROUNDER Vol.14 SAITAMA」にクイーンカジノガールとして夏川ゆず、栗山莉緒、宍戸里帆、天野花乃、紫月ゆかりらと出演した。
同年6月19日週FANZA通販フロアランキングにて出演した『エスワンファン感謝祭』（ブルーレイディスク版）が初登場1位を記録。DVD版も4位にランクイン。同作は6月26日週も1位を維持した（DVD版は5位）。同作は7月17日週FANZA動画フロアランキング1位も記録。
同年7月30日、自身が発案した参加費無料のバースデー記念イベント『BIRTHDAY FREE うんぱい』を東京・渋谷Artspace FLAGにて開催。
2024年1月30日から2月4日まで、東京・渋谷ルデコで開催の合同写真展『360° -フィクションとリアル-』の展示写真モデルを務める。また同じくモデルを務めた葵いぶき、石原希望、河北彩花、古川ほのか、未歩なな、桃園怜奈、miruと共に写真展の開催前日に行われたレセプションに出席した。
同年2月16日から3月15日まで開催の『FANZA 5周年キャンペーン』のキャンペーンガールに河北彩花、miru、石川澪、宮下玲奈、七ツ森りりと共に就任。
同年3月13日から3月27日まで、MAGNET by SHIBUYA109で開催される写真展「WINK of LIFE」のモデルとして、石川澪、七ツ森りり、miru、宮下玲奈、河北彩伽と共に選出。うんぱいの撮影はCHITOが手掛け、ライフスタイルファッション誌「an・an （アンアン）」3月19日発売号「誌上写真展」に掲載された。また7月27日には、前年に続きフリーイベント『うんぱいバースデーイベント! FREE UNPAI 2』を東京・渋谷で開催。当日は猛暑だったにも関わらず、集まったファンによって会場から100メートルほどの行列ができた。
同年12月よりMOODYZ（ムーディーズ）へ専属移籍することを自身のSNSを通じて発表した。同年2月10日週FANZA通販フロアランキングでは、出演した『MOODYZファン感謝祭 バコバコバスツアー2025 素人17名とAV女優17名の1泊2日大乱交 新世代AVオールスター覚醒！』が予約段階で初登場3位を記録。
2025年5月4日には、埼玉県・しらこばと水上公園で行われたプール撮影会『TREND GIRLS撮影会2025』に参加。また6月15日には、初のトークイベント『UNPAI’S TALK ROOM in渋谷』を東京・渋谷で開催した。

## 人物

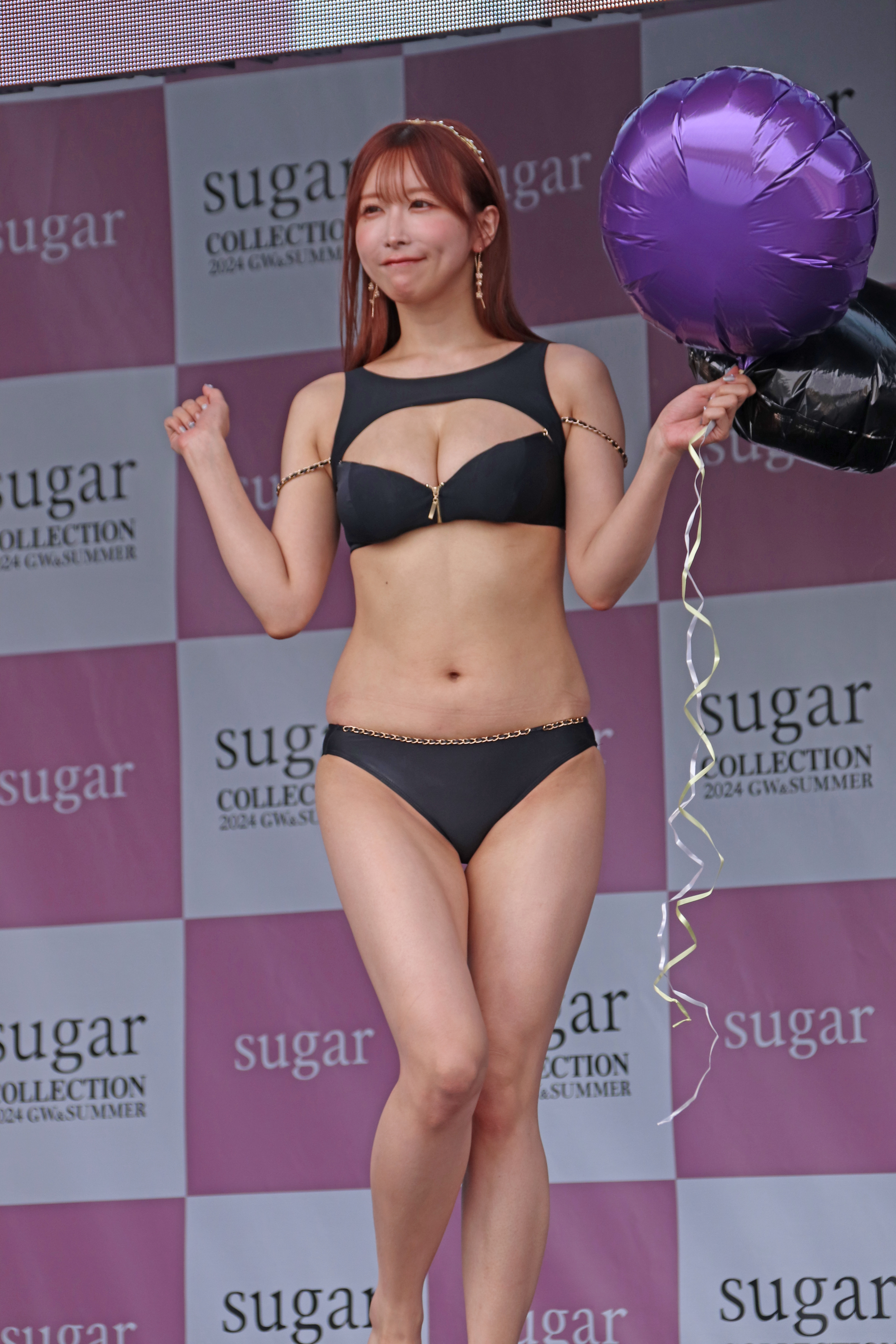
『sugar』ファッションショーにて、ランウェイを歩くうんぱい（2024年撮影）

- 旧プロフィールでは宮城県仙台市出身[6]、生年月日は1995年7月17日[36]、血液型はO型。後年は現行に改めている[1]。
- 趣味はTikTok[10]、動画配信など。
- 体のサイズは身長165センチ、B92（Hカップ）・W60・H96[10]。美バストメイクに注目が集まったことで、女性からの人気も高い[37]。性的な映像や写真投稿も多いが、性は恥ずかしがったり隠すものではなく、性はアートと主張している[37]。この傾向のきっかけは水着動画に反応が大きかったことで、以降「セクシーを軸に投稿するようになった」という[38]。露出に関しての抵抗は自分磨きを経たことでなくなった[39]。
- 音大時代は周囲がコンクール受賞者ばかりであったため圧倒され、挫折しかけたという[40]。センスがモノを言う作曲能力は低いが、勉強と努力で単位を落とさない程度には習得。4年間で卒業できたことがのちの自信につながった[40]。
- 中国語や韓国語もある程度話せる[8]。
- AV転向の一つのきっかけとして、もともとの興味に加え、AV女優とファンが交流するClubhouseを聞いたことを挙げている[41]。2022年のインタビューでは女優としての収入は月100万前後[42]。有料ファンクラブでの収入はこれを上回ると答えている[43]。

## 作品

### アダルトビデオ
- うんぱい（2月22日、S1 NO.1 STYLE）
- エスワン専属女優になりました。うんぱいS1大型契約決定!! たっぷり3時間ねっとり3本番（3月22日、S1 NO.1 STYLE）
- うんぱいの初イキッ! 400万人が初めて目撃する大オーガズム性交（4月26日、S1 NO.1 STYLE）
- 交わる体液、濃密セックス 完全ノーカットスペシャル うんぱい（5月24日、S1 NO.1 STYLE）
- AV最高峰-S級GIRLS GROUP エスワンキャンペーン（5月27日、S1 NO.1 STYLE）※『S1 NO.1 STYLE』専属女優27名の撮り下ろし映像を収録。
- 1か月の禁欲を経て… 本能のまま貪り、焦らされ、イキまくる。求愛オーガズム交尾 うんぱい（6月28日、S1 NO.1 STYLE）
- セックスシンボル うんぱい エロス覚醒スペシャル 人生一番の大・失・禁ノンストップ（7月26日、S1 NO.1 STYLE）
- うんぱい 10変化 極上オナニーサポート（8月23日、S1 NO.1 STYLE）
- これがAV女優うんぱいの4本番だ（9月27日、S1 NO.1 STYLE）
- 感じるままに、本能のままに…SEXに台本なんてない!! うんぱい過去最高のイクイク激ピストンで追撃大潮吹きイカセ性交（10月25日、S1 NO.1 STYLE）
- 500万人が熱狂するインフルエンサーの日常に突撃! 「えっ! ここでヤルの?」うんぱいの自宅まで密着して隙あらばいきなり即ズボッ! 過去最大規模の45日間本気ドッキリAV大作戦（11月22日、S1 NO.1 STYLE）

- 大嫌いなセクハラ上司に仕組まれた出張先相部屋…過激エロ裏垢がバレた巨乳新人OLは一晩で肉オナホに堕ちる うんぱい（1月24日、S1 NO.1 STYLE）
- 童貞の女神‘うんぱい’に犯●れ続けるお泊り卒業ドキュメント! 愛おしい童貞クンを24時間ひたすら痴女ってM男に覚醒させちゃう1日5発 筆おろし同棲生活（3月28日、S1 NO.1 STYLE）
- フォロワー400万人インフルエンサーうんぱい初ベストデビュー1周年12時間special（4月11日、S1 NO.1 STYLE） ※単体ベスト
- 濡らして、噴いて、イキ止まらない…超早漏インフルエンサーうんぱいと恥ずかしすぎるお漏らしイカセ温泉旅行大失禁スペシャル（4月25日、S1 NO.1 STYLE）
- こんな爆乳に挟まれたい… 男はそのパイズリに我慢できない。チ●ポをトロットロ & 金玉はカラッポにする10連射おっぱいビッチ うんぱい（5月23日、S1 NO.1 STYLE）
- エスワンキャンペーン2023スペシャルDVD（6月1日、S1 NO.1 STYLE）※『S1 NO.1 STYLE』専属女優30名の撮り下ろし映像を収録。
- うんぱいのおっぱい密着ヌキテクに射精我慢できたらご褒美セックス! 絶対ヤリたい素人フォロワー20人大集合!（6月27日、S1 NO.1 STYLE）
- 実はノーパンノーブラだよ! 過激コスで乳頭 & おま●こチラ見せ挑発! ムラムラ発情で絶対連射させちゃうバズるうんぱいメンズエステ（7月25日、S1 NO.1 STYLE）
- スーパースター女優と大乱交 激レア共演S1ファン感謝祭 三上悠亜 葵つかさ うんぱい 架乃ゆら 小宵こなん miru 山手梨愛 本郷愛（7月25日、S1 NO.1 STYLE）
- インフルエンサーうんぱいが＃今からパコりたいメンズ大募集! 投稿バズってまさかの応募殺到しちゃったガチ素人とのオフパコSEX（8月22日、S1 NO.1 STYLE）
- 死ぬほど嫌いなアンチのおやじに死ぬほどイカされまくったSNSインフルエンサーうんぱい 屈辱の媚薬漬け快楽レ●プ（9月26日、S1 NO.1 STYLE）
- 巨乳上司と童貞部下が出張先の相部屋ホテルで… いたずら誘惑を真に受けた部下が何度も絶倫性交 うんぱい（10月24日、S1 NO.1 STYLE）
- 巨乳インフルエンサーをフェラもパイズリもOKのメイドとして雇ってみた 【●ik●okと同じ衣装も着せてみた】 うんぱい（11月28日、S1 NO.1 STYLE）
- 親友から嫉妬を買った大人気インフルエンサーは犯○れ廻され垢BANレ○プ生・配・信!! 全世界のネット民の前でメス堕ちしたうんぱい（12月26日、S1 NO.1 STYLE）

- SNS総フォロワー500万人超えうんぱいの熱愛スクープをSEXまで撮った! ニセの恋愛リアリティーショー番組に出演 & イケメンとガチ恋させて素のSEXを隠し撮り!（1月30日、S1 NO.1 STYLE）
- 向かいに越してきた隣人は過激で有名なエロ配信者だった。覗いていたら目が合って… そのままラッキースケベ! うんぱい（2月27日、S1 NO.1 STYLE）
- ずっと勃起してる絶倫男とノーブラAV女優を三日三晩、一つ屋根の下で密着2人きり性活させてみた。 うんぱい （3月26日、S1 NO.1 STYLE）
- 女教師 リモートイカされ エロチャット副業がバレた先生は投げ銭バイブで公開調教される一部始終を配信されて… うんぱい（4月23日、S1 NO.1 STYLE）
- 監禁拘束され、気高き意識を残したまま痙攣失禁を繰り返し体だけが快楽堕ちする羞恥オーガズム巨乳捜査官 うんぱい（5月28日、S1 NO.1 STYLE）
- 同性ウケが悪いので男だけの飲み会に参加したら… あざとさ全開おっぱいが人気大爆発! 酔って乱れて9発挟射のパイズリ大乱交 うんぱい（6月25日、S1 NO.1 STYLE）
- うんぱい，遂に壊れる。宙に浮くほどイキ飛び跳ねるエビ反り媚薬漬けノンストップ性交（7月23日、S1 NO.1 STYLE）
- 魔性のサンクチュアリガチムチ絶対領域太ももとスカートの境界線がシコすぎるフェチ映像5シチュエーション うんぱい（8月27日、S1 NO.1 STYLE）
- 人生に絶望していた大学4年、卒業式当日 陰キャ童貞のボクの目の前に現れたむっちりスケベ姉ちゃんに教えてもらった生（性）の悦び うんぱい（9月24日、S1 NO.1 STYLE）
- 「新入生のみんな筆おろししてあげる」 入学したら無条件に童貞をもらってくれる13歳年上のエロ優しい巨乳先輩 うんぱい（10月22日、S1 NO.1 STYLE）
- 【うんぱい】を生み出した影の支配者に逆らえない私は今日もグズ男専用マゾペット肉玩具（11月26日、S1 NO.1 STYLE）
- MOODYZ情熱移籍 うんぱい 禁欲30日後に中出し解禁!（12月17日、MOODYZ）

- ヒクヒク淫乱アナル舐めさせてナマ中出し誘惑! 杭打ちデカ尻ビッ痴ナース うんぱい（1月21日、MOODYZ）[44]
- フォロワー400万人超えインフルエンサーのガチ酔いSEXリスト初公開! 朝までうんぱいと泥酔いハシゴ酒　演技、台本無し! 酒池肉林中出し密着ドキュメント（2月18日、MOODYZ）
- MOODYZファン感謝祭 バコバコバスツアー2025 素人17名とAV女優17名の1泊2日大乱交 新世代AVオールスター覚醒!（3月18日、MOODYZ）
- デジタル30万DL超え!! 夏の間中小悪魔J●とナマ中出し三昧 夏日1 & 2 実写版 うんぱい（4月15日、MOODYZ）
- 膣内射精後も続行ピストンで確実に孕ませる!（5月20日、MOODYZ）
- 観れば絶対SEX向上できる! アナタもヌイて学べるうんぱいと一緒に! How to SEX! 「性感帯責め学べたら中出し」編 カップルにもオススメ!（6月17日、MOODYZ）
- 親友のお姉ちゃんに早漏絶倫がバレた僕は全身舐めじゃくり & 逆追撃中出しでたった3日のお泊り中に30射精分弄ばれ続けた… うんぱい（7月15日、MOODYZ）
- 彼女の性欲モンスター姉の小悪魔カワボ淫語とエグい乳首イジリでゲス堕ちした中出しノルマHELL12発 うんぱい（8月19日、MOODYZ）

### VR

#### いとうさやか 名義
- はじめてのVR、はじめてのわたし。いとうさやか（2月1日、ファンタスティカ）
- Stop! Look! Listen! Sayaka Ito（2月8日、ファンタスティカ）

#### うんぱい 名義
- VR No.1 STYLE うんぱい解禁 本物インフルエンサーうんぱいって、もう知ってる?（5月16日、S1 NO.1 STYLE）
- うんぱいとず～っと密着… バズりまくった奇跡のHcupおっぱいも完全独占! 最高の距離で見せる究極同棲VR（7月17日、S1 NO.1 STYLE）

- 憧れのインフルエンサーうんぱいを僕のチ●ポでイカセまくり! 目の前でHカップぷるんぷるん! 追撃イカセハードピストン体験VR!（4月10日、S1 NO.1 STYLE）
- 憧れのT●kT●kerうんぱいがまさかオフパコ希望?! Hcup悩殺エロボディと生々しい性交（7月10日、S1 NO.1 STYLE）

- うんぱいに優し～く見下ろされすんげぇ優しく褒められ甘やかされながら犯されたい…（6月4日、S1 NO.1 STYLE）

- 癒しとエロスの女神 おっとり先輩ナースうんぱい 愛と勇気が友達 ちゃきちゃき後輩ナース石原希望 性格正反対のえちえちご奉仕ナース2人が入院生活の不安も溜まったザーメンもぜ～んぶ取り除いてくれる絶対に退院したくないハーレム性処理病棟（4月15日、MOODYZ）

### イメージビデオ
いとうさやか 名義
- うんぱいしか勝たん!（2021年1月19日、リバプール）

うんぱい 名義
- 裸神 うんぱい（2022年8月23日、Aircontrol）
- Best naked うんぱい（2024年4月28日、Naked Actress）※DVD版とBD版でジャケット写真が異なる。
- 湯女美人 うんぱい（2024年9月25日、スパイスビジュアル）
- Best naked 02 うんぱい（2024年12月28日、Naked Actress）※DVD版とBD版でジャケット写真が異なる。
- Best naked 03 うんぱい（2025年3月28日、Naked Actress）※DVD版とBD版でジャケット写真が異なる。

### 写真集
うんぱい 名義
- uP（2022年6月29日、徳間書店、撮影：舞山秀一）ISBN 978-4198654771
- HOT PIE（2023年11月22日、双葉社、撮影：上野勇）ISBN 978-4575318401[45]

### デジタル写真集
- FLASHデジタル写真集R うんぱい 3500万’いいね’のHカップヌード（2月22日、光文社、撮影：矢西誠二）
- ＃うんぱいって知ってる?（2月22日、FANZA BEAUTY COLLECTION、撮影：母鳴大地）[46]
- 新生活応援キャンペーン SPECIAL PHOTO BOOK（3月19日、FANZA BEAUTY COLLECTION）※FANZA『新生活応援キャンペーン2022』キャンペーンガール4名の写真を収録。FANZA限定配信。
- AV最高峰 S級GIRLS GROUP エスワンキャンペーン No.1 Photo Book アイドル版（5月27日、FANZA BEAUTY COLLECTION、撮影：小林弘輔）※FANZA『AV最高峰 S級GIRLS GROUP エスワンキャンペーン』撮り下ろしデジタルフォトブック。FANZA限定配信。
- AV最高峰 S級GIRLS GROUP エスワンキャンペーン No.1 Photo Book S級版（6月10日、FANZA BEAUTY COLLECTION、撮影：小林弘輔）※FANZA『AV最高峰 S級GIRLS GROUP エスワンキャンペーン』撮り下ろしデジタルフォトブック。FANZA限定配信。

- ＃Escape うんぱい（2月3日、ジーオーティー、撮影：manimanium）[47]
- S1キャンペーン2023 No.1 Photo Book アイドル版（5月12日、FANZA BEAUTY COLLECTION、撮影：小林弘輔）※FANZA『S1キャンペーン2023』撮り下ろしデジタルフォトブック。FANZA限定配信。
- S1キャンペーン2023 No.1 Photo Book S級版（6月1日、FANZA BEAUTY COLLECTION、撮影：小林弘輔）※FANZA『S1キャンペーン2023』撮り下ろしデジタルフォトブック。FANZA限定配信。
- マインズALL STARS お風呂屋さんに行こうよ!（9月11日、小学館、撮影：TADAO）※芸能事務所『マインズ』所属女優6名によるデジタル写真集[48]。
- うんぱい ぱいだより vol.1 FRIDAYデジタル写真集（12月1日、講談社、撮影：吉場正和）[49]
- うんぱい ぱいだより vol.2 FRIDAYデジタル写真集（12月1日、講談社、撮影：吉場正和）[50]
- うんぱい ぱいだより vol.3 オール未公開119ページ完全版 FRIDAYデジタル写真集（12月1日、講談社、撮影：吉場正和）[51]

- PIECE of NAIL ＃1（1月31日、a-list photo anthology、撮影：母鳴大地）※fempassの連載記事「PIECE of NAIL」をまとめたオムニバスデジタル写真集。
- FANZA 5th SPECIAL PHOTO BOOK（3月8日、FANZA BEAUTY COLLECTION）※『FANZA5周年キャンペーン』キャンペーンガール6名の写真を収録。FANZA限定配信。
- テンションアゲアゲ↑ 全裸ナイトプール 桃園怜奈 唯井まひろ さつき芽衣 うんぱい（7月19日、小学館、撮影：塩原洋）[52]
- Count sheep【Nap】うんぱい（12月20日、ジーオーティー、撮影：羊肉るとん）
- Count sheep【Sleep】うんぱい（12月20日、ジーオーティー、撮影：羊肉るとん）

- MOODYZキャンペーン2025 Special Photo Book（2月21日、FANZA BEAUTY COLLECTION）※「MOODYZキャンペーン2025」キャンペーンガール10名の写真を収録。FANZA限定配信。

### CD-ROM写真集
- FANZAコラボシリーズ第11弾 【うんぱい】CD-R（2022年5月24日、FANZAコラボ）※未公開画像収録。

### モデル
2023年
- PIN-UP GIRLS（2月15日、G-STYLE）
- スーパー・ポーズブック グラマラスボディ編 うんぱい（2月17日、コスミック出版、撮影：KANJI）ISBN 978-4-7747-9283-5

## その他製品

### トレーディングカード
- Girl’s Party Collection -THE FAN♡FUN Trump- 第2弾（2022年8月8日、Girl‘s Party Collection）※複数の女優が参加するトレーディングカード形式のトランプ。
- CJ SEXY CARD SERIES VOL.97 うんぱい OFFICIAL CARD COLLECTION ～ぱいん～（2023年3月25日、ジュートク）
- CJ SEXY CARD SERIES VOL.121 うんぱい OFFICIAL CARD COLLECTION ～お好きなPaiを召し上がれ♡～（2025年3月29日、ジュートク）

### カレンダー
- うんぱい 2023年カレンダー（2022年10月29日、SUNCARAT）
- 卓上 うんぱい 2023年カレンダー（2022年10月29日、SUNCARAT）
- うんぱい 2024年カレンダー（2023年11月11日、SUNCARAT）
- 卓上 うんぱい 2024年カレンダー（2023年11月11日、SUNCARAT）
- うんぱい 2025年カレンダー（2024年10月26日、トライエックス）
- 卓上 うんぱい 2025年カレンダー（2024年10月26日、トライエックス）

### アダルトグッズ
オナホール
- JAPANESE REAL HOLE 激 うんぱい（2023年10月24日、EXE）

## 出演

### テレビ
- さんまの東大方程式（2016年、フジテレビ）
- 変ラボ（2016年、日本テレビ）
- アリよりのアリ〜理想の男女をビジュアル化〜（2016年、TBSテレビ）
- なるみ・岡村の過ぎるTV（2019年、朝日放送）[53]
- 中居くん決めて!（2019年、TBS）[53]
- もう!バカリズムさんの超H! 春の特別版2022（2022年4月18日、フジテレビONE）
- じっくり聞いタロウ～スター近況(秘)報告（2022年6月9日、テレビ東京）[43]
- 月ともぐら （2023年 -、テレビ東京） -  レギュラー出演
- 美女たちの密談 モテるの法則X season4（2023年、エンタメ～テレ）[54]
- うんぱいのハグ漫遊（2023年 - 、刺激ストロングチャンネル）[55]

### ウェブテレビ
- Kissうぃ～ね!（2016年、AbemaTV）
- お願いランキング（2017年、ABEMA/テレビ朝日）- 美脚グラドルNo.1いいねバトル
- 神風永遠軍団に勝ったら300万円〜全日本パリピ飲み会選手権2017〜（2017年8月19日 - 20日、AbemaTV）
- 給与明細（2019年6月23日、AbemaTV）
- またまた帰ってきた妄想マンデー（2021年11月、ABEMA）[56]
- かまいガチABEMA特別編（2022年6月1日、ABEMA）[57]
- 鶴瓶&ナイナイのちょっとあぶないお正月（2023年1月2日、ABEMA） - 熱波師美女役
- 鶴瓶＆ナイナイのちょっとあぶないお正月2023（2024年1月1日、ABEMA）- パーキング美女[58]
- 東京スキャンダルクラブ（2024年3月20日 - 4月10日、FANZA TV）[59]
- ロンドンハーツ 究極恋愛シミュレーション ラブマゲドン（2024年9月23日[60]、TELASA）
- 鶴瓶&ナイナイのちょっとあぶないお正月2025（2025年1月1日、ABEMA）- マジシャン美女役

### ラジオ
- ねむチキ（2022年5月29日・6月5日・2023年2月19日・26日・2024年4月14日・21日・2025年5月11日・18日、TBSラジオ）
- TREND WAVE（2025年4月27日、FM FUJI）

### 舞台
- 舞台版 月ともぐら 胸キュンコラボグランプリ（2023年10月5日、東京・草月ホール） - ぱいっちんぐ・うんぱい先生 役[61]
- 舞台版 月ともぐら 第2回　胸キュンコラボグランプリ（2024年10月25日、東京・草月ホール）-「UUMST」πO2・うんぱい 役[62]

### イベント
- お月ちゃん大集合! スペシャルトークライブイベント-ちょっとお時間いいですか?（2024年6月15日、東京・グレースバリ渋谷）[63]
- マインズ15周年popupイベントフィナーレinエターナルステージ（2024年11月17日、秋葉原 eternal stage）[64]
- UNPAI’S TALK ROOM in渋谷（2025年6月15日、東京・渋谷）[35]

### CM
- モンスターストライク（2019年、XFLAG）- メイン出演[53]
- ミクシィ（2019年、ミクシィ）[53]

### ゲーム
- 社長と美女たちの二重奏（2024年3月6日[65]、CREAM SOFT）- 猪野陽菜 役[66]

### WEB掲載記事
- ＜うんぱいインタビュー＞総フォロワー550万越え！「ピンチこそ楽しい」人気FANZA女優の意外な一面 - モデルプレス、2024年3月25日

## 受賞
- 17Liveゴールデンフェザー賞（2018年）[7]